# 水谷八重子 (初代)
初代 水谷 八重子（みずたに やえこ、1905年8月1日 - 1979年10月1日）は、大正から昭和にかけての日本の女優。新劇から新派に入り、戦後は新派の屋台骨を支える大黒柱として日本の演劇界に重きをなした。本名：松野 八重子（まつの やえこ）。位階は従四位。

## 人物・来歴

### 新劇のころ
東京市牛込区神楽坂（現在の東京都新宿区神楽坂）に、時計商の松野豊蔵・とめ夫妻の次女として生れる。八重子が数え二つのとき、姉の勢舞は作家の水谷竹紫(三菱神戸造船所所長水谷六郎の子)と結婚(勢舞には子供がなかった)したが、五つのときに父が死去したため、八重子は母とともに姉と義兄のもとに身を寄せることになった。(姉と八重子の間に三人の兄弟がいたが、長兄亀太郎は八重子の生まれた年に十九歳で死去、次兄と三兄は夭折した)
竹紫が劇団芸術座の設立に中心的な役割を果たしたこともあって、八重子もごく自然にもその舞台に立つようになった。1913年（大正2年）9月、島村抱月率いる芸術座は有楽座で「モンナ·ヴァンナ」と「内部」で旗揚げ公演し八重子は「内部」で初舞台を踏む。
すぐに小山内薫に認められ、1916年（大正5年）には帝劇公演『アンナ・カレーニナ』で松井須磨子演じるアンナ役の息子役で出演する。」
そして赤城小学校卒業、なお初舞台は本人は嫌だったが竹紫に一喝されて出たという

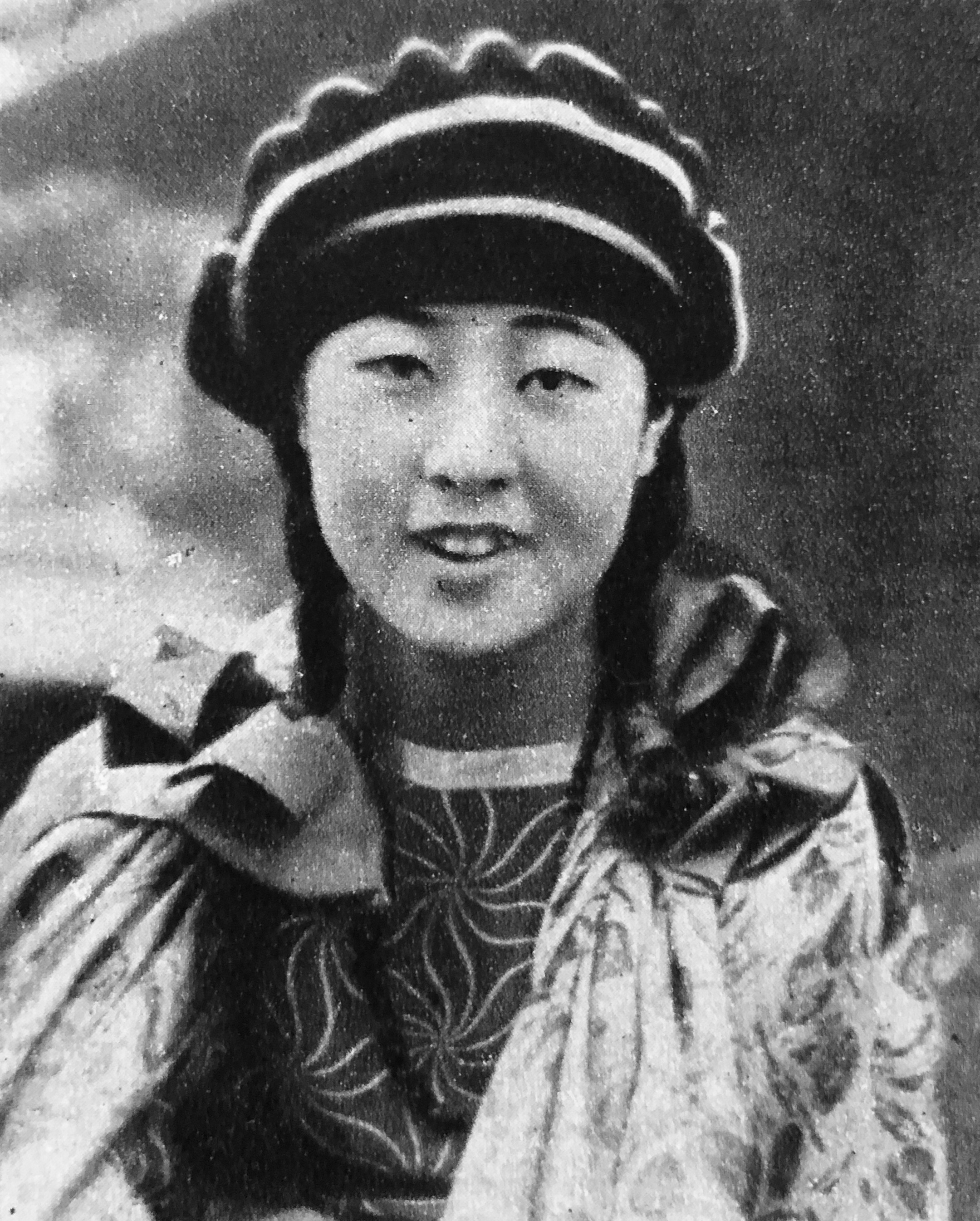
1923年

1918年（大正7年）、雙葉高等女学校（現在の雙葉高等学校）に入学するが、その後も1920年（大正9年）の民衆座公演『青い鳥』で兄のチルチル役を演じ、以後本格的に女優の道を歩むこととなる。この舞台で共演した友田恭助と親しくなり、二人で「わかもの座」という劇団を作り、野外劇などを上演する。その頃、畑中が監督として招かれていた国際活映から誘われ、1921年（大正10年）、畑中が監督した『寒椿』で井上正夫と共演し、映画デビューする。ただし雙葉高女から圧力がかかり、名前を出すことは不可ということになったので、「覆面令嬢」という匿名での出演となった。

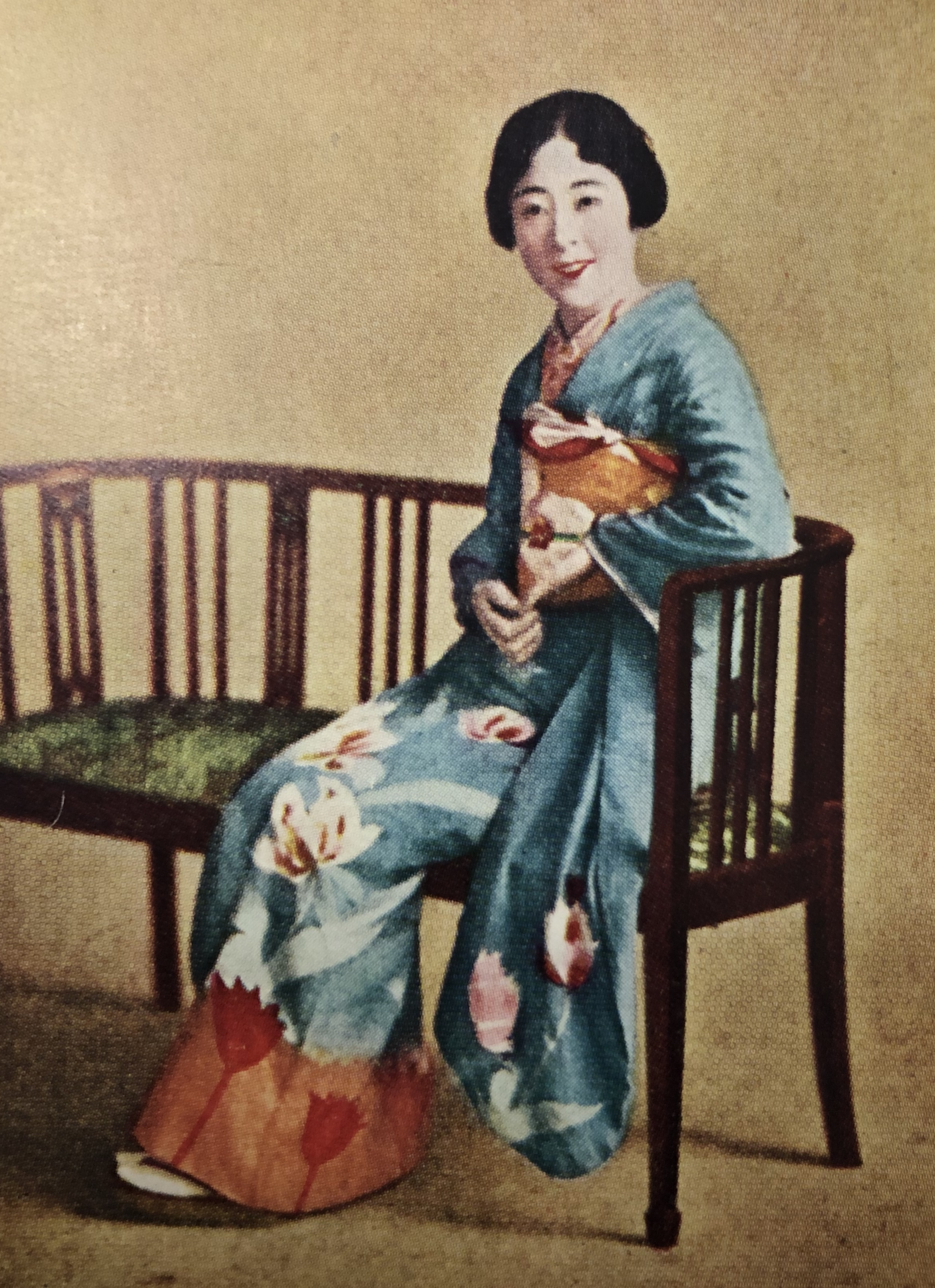
松坂屋が水谷をモデルに描いたポスター（昭和初期）

雙葉高女を卒業後、「研究座」に入り、新劇、大衆劇双方から引っ張りだこになる。1923年（大正12年）9月1日の関東大震災後、義兄の水谷竹紫が第二次芸術座を1924年（大正13年）に創立すると、その中心メンバーとして活躍した。
同年2月7日、「ドモ又の死」の初演。この頃の本名は水谷八重子だった。
千田是也は赤城小学校の1期上で言葉を交わす機会はなかったものの、千田のファンで千田がドイツに出発する当日に東京駅の見送りに出向いた。
1930年（昭和5年）4月23日～27日まで三演目を宝塚大劇場で宝塚三組と合同で公演し花組との合同公演では「お夏笠物狂い」を水谷八重子が一人だけ加入して主役のお夏を演じたが、清十郎役は八重子の指名で奈良美也子が演じた。
その奈良美也子とは仲良しでワーちゃんが大好きだったと回想している。
1936年（昭和11年）時点では水の也清美が八重子の姪であることは公表していなかったが1938年では衆知のこととされている。
その清美は奈良美也子が八重子の姪ということで特に目をかけて指導した。
1935年（昭和10年）竹紫が死去。その間に井上正夫と一座を組んで本郷座で公演し、新派劇の隆盛に尽力する傍ら、松竹などから映画にも出演した。私生活でも1937年（昭和12年）には十四代目守田勘彌と結婚し、2年後に一人娘の好重（のちの水谷良重（二代目水谷八重子）を儲けている。
母は1942年（昭和17年）4月17日に78歳で死去。

### 新派劇へ

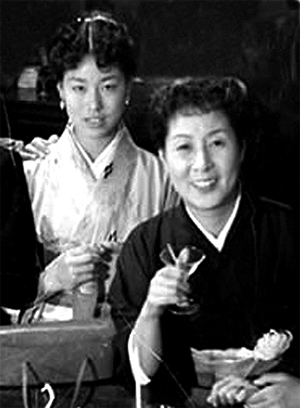
水谷良重と（昭和30年）

水谷八重子は1945年（昭和20年）の解散まで第二次芸術座の屋台骨を支えた。空襲で自宅を焼かれ、終戦は静岡県熱海市で迎えて、この頃女優引退を考えていたが、松竹の大谷竹次郎社長に促され、1946年（昭和21年）東京劇場に出演、舞台復帰を果たした。これ以後は、夫と共演したり、地方巡業に出たりもした。1949年（昭和24年）、花柳章太郎らの「劇団新派」の結成に参加する。夫の守田勘彌とはのちに正式離婚、好重は八重子が引き取った。
以後、劇団の看板を花柳と共に支え、次々と名女形が没していったのちは、彼らの残した新派演目の女主人公の芸を継承した。また、新劇の演出家、菅原卓の指導の下、滝沢修、森雅之らと共演、新派劇と新劇の融合を目指した演劇の上演で注目された。
1962年（昭和37年）、舞台『黒蜥蜴』直後にガンを発症。1965年（昭和40年）には花柳が死去する。これらを契機として水谷は新派の舞台に専念するようになる。水谷良重や菅原謙次など若手俳優の相手役を務めながら、その育成に心血を注いだ。
以後度重なる癌の再発・転移という逆境を乗り越え、水谷は自身の舞台活動と新派の後続世代の指導に精進した。1973年（昭和48年）には「舞台生活60年」を記念して自らの当たり役の中から10種を撰じて「八重子十種」として、翌年記念公演を持った。
1979年（昭和54年）、乳癌が進行して公演中に倒れ、同年10月1日に東京都文京区の順天堂大学医学部附属順天堂医院で死去、74歳だった。従四位に叙された。墓所は築地本願寺和田堀廟所、戒名は水月院釈尼春光。
ニックネームはは「おかめ」「おたふく」だった。

## 八重子十種
以下一覧中、「初演」は初代八重子によるそれぞれの役の初演、「備考」であげた映画化作品は八重子が出演したもののみをあげた。
|    | 演目                                    | 役名                          | 作者                            | 初演                              | 備考                                                                             |
| -- | --------------------------------------- | ----------------------------- | ------------------------------- | --------------------------------- | -------------------------------------------------------------------------------- |
| 1  | たいいの むすめ 『大尉の娘』            | 退役軍人森田慎蔵娘 露子       | 中内蝶二                        | 1923年（大正12年）7月 御国座      | 1929年（昭和4年）発声映画社『大尉の娘』 1936年（昭和11年）新興キネマ『大尉の娘』 |
| 2  | ふうりゅう ふかがわ うた 『風流深川唄』 | 料理茶屋深川亭娘 おせつ       | 川口松太郎                      | 1938年（昭和13年）12月 東京劇場   |                                                                                  |
| 3  | たきの しらいと 『瀧の白糸』            | 水芸太夫 瀧の白糸             | 泉鏡花 原作 花房柳外 脚色       | 1940年（昭和15年）3月 東宝劇場    | 1946年（昭和21年）大映『滝の白糸』                                               |
| 4  | はなの しょうがい 『花の生涯』          | 大老井伊直弼情婦 村山たか女   | 舟橋聖一                        | 1953年（昭和28年）10月 新橋演舞場 |                                                                                  |
| 5  | あしたの こうふく 『明日の幸福』        | 松崎寿敏妻 恵子               | 中野實                          | 1954年（昭和29年）11月 明治座     | 1955年（昭和30年）東宝『明日の幸福』 （ただし演じたのは恵子の姑・淑子）          |
| 6  | こうじょ かずのみや 『皇女和の宮』      | 徳川家茂御台所 和宮親子内親王 | 川口松太郎                      | 1955年（昭和30年）7月 明治座      |                                                                                  |
| 7  | じゅうさんや 『十三夜』                 | 官吏妻 おせき                 | 樋口一葉 原作 久保田万太郎 脚色 | 1955年（昭和30年）12月 新橋演舞場 |                                                                                  |
| 8  | ろくめいかん 『鹿鳴館』                 | 影山伯爵夫人 朝子             | 三島由紀夫                      | 1962年（昭和37年）11月 新橋演舞場 |                                                                                  |
| 9  | めいじの ゆき 『明治の雪』※             | 清貧作家 樋口夏子             | 北條秀司                        | 1966年（昭和41年）11月 新橋演舞場 | ※のち『樋口一葉』に改題                                                          |
| 10 | てらだや おとせ 『寺田屋お登勢』        | 伏見寺田屋女将 お登勢         | 榎本滋民                        | 1968年（昭和43年）2月 明治座      |                                                                                  |

## 受賞・栄典
- 1953年（昭和28年）　NHK放送文化賞
- 1956年（昭和31年）　日本芸術院賞[25]
- 1957年（昭和32年）　菊池寛賞
- 1958年（昭和33年）　紫綬褒章
- 1963年（昭和38年）　大阪府民芸術賞
- 1966年（昭和41年）　日本芸術院会員
- 1971年（昭和46年）　文化功労者
- 1973年（昭和48年）　朝日文化賞[26]
- 1975年（昭和50年）　勲三等宝冠章
- 1979年（昭和54年）　従四位

## 文献

### 八重子自身の著書・写真集
- 『女優の運命 私の履歴書』日本経済新聞社・日経ビジネス人文庫 2006。文庫新版

他は東山千栄子・杉村春子・田中絹代・ミヤコ蝶々
- 『水谷八重子　1974～1979』 写真：松本徳彦、平凡社、1980 - 追悼出版
- 『水谷八重子』 野口達二編、立風書房、1979。大著で没する直前の8月に刊行
- 『過ぎこしかた』 日芸出版 1971
- 『松葉ぼたん　舞台ぐらし五十年』 鶴書房 1966
- 『女優一代』 読売新聞社 1966
  - 『水谷八重子　女優一代』 〈人間の記録〉日本図書センター、1997。復刻新版
- 『芸 ゆめ いのち』 白水社 1956
- 『ふゆばら』 学風書院 1955
- 編『竹紫記念』 水谷八重子 1936　私家版
- 『舞台の合間に』 演劇研究社 1932

### 他の作家の著書
- 川口松太郎『八重子抄』 中央公論社、1981年。友人の回想
- 井上ひさし『ある八重子物語』 集英社、1992年／集英社文庫、1995年。新派ファンとしての戯曲
- 井上ひさし・水谷良重『拝啓水谷八重子様　往復書簡』 集英社、1995年